# 塔巴斯科州
塔巴斯科州（西班牙語：Tabasco）是墨西哥的一個州，位於特萬特佩克地峽北部，北臨墨西哥灣，東南與瓜地馬拉接壤。下分4區17市。
在語言上與韋拉克魯斯州一樣，由於受古巴影響，屬加勒比西班牙語地區。
在當地生長的塔巴斯科變種小米辣是馳名世界塔巴斯科辣椒醬之主要材料。